# Office central de lutte contre la délinquance itinérante
L'Office central de lutte contre la délinquance organisée (OCLDI) est un service de la gendarmerie nationale dont le domaine de compétence est la lutte contre la délinquance commise par des criminels d'habitude qui agissent en équipes organisées et itinérantes en plusieurs points du territoire français.
L'OCLDI a été créé par le décret n° 2004-611 du 24 juin 2004, succédant à la cellule interministérielle de lutte contre la délinquance itinérante (CILDI), alors dirigée par Jacques Morel. Il est rattaché à la sous-direction de la police judiciaire de la gendarmerie nationale, tout comme l'Office central de lutte contre les atteintes à l'environnement et à la santé publique (OCLAESP), l'Office central de lutte contre le travail illégal (OCLTI) et l'Office central de lutte contre les crimes contre l'humanité, les génocides et les crimes de guerre (OCLCH).
Début 2017, quatre détachements régionaux de l'OCLDI, situés à Rennes, Toulouse, Sathonay-Camp et Nancy, ont été déployés, de sorte que les effectifs de l'OCLDI avoisinent désormais les 133 membres. Un nouveau détachement a été créé à Senlis en 2022.
Selon le décret cité ci-dessus, ce bureau est chargé de :
▪ renforcer l'efficacité de la lutte contre cette forme de criminalité en favorisant une meilleure circulation de l'information entre les différentes administrations concernées ;
▪ d'observer et d'étudier les comportements les plus caractéristiques des auteurs, coauteurs et complices des infractions entrant dans le champ de compétence défini.
▪ d'animer et de coordonner, aux niveaux national et opérationnel, les enquêtes relatives à ces infractions ;
▪ d'assister les unités de la gendarmerie nationale et les services de la police nationale, ainsi que ceux de tous les autres ministères intéressés pour les infractions relevant de la zone de compétence définie. Cette assistance ne décharge pas les services chargés des enquêtes (article 4 du décret). Cet office intervient, sans préjudice des dispositions régissant les autres offices centraux et les organismes de coopération policière internationale :
- à la demande des autorités judiciaires, lorsque la désignation de l'office apparaît nécessaire ;
- à la demande des unités de gendarmerie, des services de police et des directions des autres ministères concernés ;
- de sa propre initiative, lorsque les circonstances l'exigent ;
▪ de faire effectuer ou poursuivre à l'étranger, par l'intermédiaire des organismes internationaux compétents, les recherches relatives aux délinquants itinérants (cf. art. 5 du décret).

Pour l'accomplissement de sa mission, l'office centralise, analyse, exploite et transmet à la gendarmerie nationale à la police nationale, et aux autres administrations concernées, toute documentation relative aux faits et infractions liés à la criminalité itinérante (article 6 du décret). Par ailleurs, sans préjudice de l'application des conventions internationales et des textes communautaires, notamment en matière fiscale ou douanière, et au sein du service spécialisé, l'office constitue, pour la France, le point de contact central dans les échanges internationaux. L'office travaille en étroite collaboration avec l'Agence de coopération policière de l'Union européenne (Europol) ainsi qu'avec la Commission européenne. En effet, l'OCLDI occupe une place importante dans la sécurité européenne, ce qui lui permet d'offrir une gamme unique de services et de servir de :
- centre d'information sur les activités criminelles ;
- centre d'expertise en matière d'application de la loi et de recherche.
L'Office entretient des liens opérationnels avec les services spécialisés des autres États et avec les organisations internationales, en étroite collaboration avec les services compétents de la direction centrale de la police judiciaire (art. 9 du décret).
Il dispose d'une expertise dans des projets européens tels que la Plateforme européenne multidisciplinaire contre les menaces criminelles (EMPACT) qui s'attaque aux menaces les plus importantes posées par la criminalité organisée et la grande criminalité internationale affectant l'Union Européenne. En fait, EMPACT renforce le renseignement et la coopération stratégique et opérationnelle entre les autorités nationales, les institutions et organes européens et les partenaires internationaux. EMPACT se déroule sur des cycles de quatre ans et se concentre sur les priorités communes de l'UE en matière de criminalité. Elle introduit une approche intégrée de la sécurité intérieure européenne, impliquant des mesures allant des contrôles aux frontières extérieures, de la coopération policière, douanière et judiciaire à la gestion de l'information, l'innovation, la formation, la prévention et la dimension extérieure de la sécurité intérieure, ainsi que des partenariats public-privé le cas échéant.
L'office est également impliqué dans le projet S.W.O.R.D., "Struggling against Widespread Organized property crime at the Root and in all its Dimensions » (« Lutte contre la criminalité organisée généralisée à la racine et dans toutes ses dimensions »), un projet de deux ans, dirigé par la Gendarmerie Nationale et cofinancé par le Fonds pour la sécurité intérieure (FSI) de l'Union Européenne.
Agissant très fréquemment sur commission rogatoire internationale, l'OCLDI mène des enquêtes longues, impliquant la mise en œuvre de moyens techniques importants. L'office ne décharge pas les unités mais les appuie souvent, notamment les sections de recherche, par son expertise technique ou ses moyens. Il dirige lui-même les enquêtes les plus sensibles, celles impliquant de nombreuses unités d'enquêtes ou encore lorsque le directeur général est impliqué.
Pour conclure, l'Office central de lutte contre la délinquance itinérante (OCLDI), basé à Arcueil dans le Val-de-Marne, est l'un des offices placés sous la direction générale de la gendarmerie nationale, regroupant des gendarmes et des policiers, sans la présence de personnels des impôts ou des douanes. Il a une compétence nationale et lutte contre "la criminalité et la délinquance commises par des délinquants d'habitude qui agissent en équipes structurées et itinérantes en plusieurs points du territoire", ce qui se traduit par des attaques de distributeurs automatiques de billets, des vols de fret, des escroqueries au change, des cambriolages, mais aussi par des infractions de moindre intensité mais répétitives, commises à grande distance les unes des autres. L'office ne prend généralement pas en charge le travail des unités, mais fournit souvent un soutien technique et des ressources.